# Stephen Daldry
Stephen David Daldry (Dorset, Inglaterra, 2 de mayo de 1961) es un director de cine y teatro y productor británico. Entre sus películas figuran éxitos como Billy Elliot (2000) y Tan fuerte y tan cerca (2012).

## Biografía
Tras una exitosa carrera teatral, empezó a trabajar en el cine dirigiendo el cortometraje Eight en 1998. 

## Filmografía
| Año  | Película                    |
| ---- | --------------------------- |
| 1998 | Eight                       |
| 2000 | Billy Elliot                |
| 2002 | Las horas                   |
| 2006 | Fussballfieber (segmento 3) |
| 2008 | The Reader                  |
| 2012 | Tan fuerte y tan cerca      |
| 2014 | Trash                       |
| 2019 | Wicked                      |
| 2020 | Kenobi: A Star Wars Story   |

| Año  | Película              | Notas                                                      |
| ---- | --------------------- | ---------------------------------------------------------- |
| 2001 | Omnibus               | Serie de televisión. Un episodio: «The 'Billy Elliot' Boy» |
| 2004 | Mi socio Mickybo y yo |                                                            |
| 2005 | Guy X                 |                                                            |
| 2006 | Son of Man            |                                                            |
| 2006 | Unlocked              |                                                            |
| 2007 | Wednesday             |                                                            |

## Premios y nominaciones
Premios Óscar
| Año  | Categoría      | Película     | Resultado |
| ---- | -------------- | ------------ | --------- |
| 2001 | Mejor director | Billy Elliot | Nominado  |
| 2003 | Mejor director | The hours    | Nominado  |
| 2009 | Mejor director | The Reader   | Nominado  |

Premios Globo de Oro
| Año  | Categoría      | Película   | Resultado |
| ---- | -------------- | ---------- | --------- |
| 2003 | Mejor director | The hours  | Nominado  |
| 2009 | Mejor director | The Reader | Nominado  |

Premios BAFTA
| Año  | Categoría                          | Película     | Resultado |
| ---- | ---------------------------------- | ------------ | --------- |
| 1999 | Mejor cortometraje                 | Eight        | Nominado  |
| 2001 | Mejor película británica           | Billy Elliot | Ganador   |
| 2001 | Mejor director                     | Billy Elliot | Nominado  |
| 2001 | Mejor director novel               | Billy Elliot | Nominado  |
| 2003 | Mejor película británica           | The hours    | Nominado  |
| 2003 | Mejor director                     | The hours    | Nominado  |
| 2009 | Mejor director                     | The Reader   | Nominado  |
| 2015 | Mejor película de habla no inglesa | Trash        | Nominado  |

Premios Primetime Emmy
| Año  | Categoría                         | Trabajo   | Resultado |
| ---- | --------------------------------- | --------- | --------- |
| 2017 | Mejor serie dramática             | The Crown | Nominado  |
| 2017 | Mejor dirección - Serie dramática | The Crown | Nominado  |
| 2018 | Mejor serie dramática             | The Crown | Nominado  |
| 2018 | Mejor dirección - Serie dramática | The Crown | Ganador   |

Otros premios:
| Año  | Festival                                    | Película     | Categoría                   | Resultado |
| ---- | ------------------------------------------- | ------------ | --------------------------- | --------- |
| 2000 | Semana Internacional de Cine de Valladolid  | Billy Elliot | Mejor director novel        | Ganador   |
| 2000 | Semana Internacional de Cine de Valladolid  | Billy Elliot | Espiga de Oro               | Candidato |
| 2000 | Festival de cine de Estocolmo               | Billy Elliot | Premio FIPRESCI             | Ganador   |
| 2000 | Festival de cine de Estocolmo               | Billy Elliot | Premio mejor director novel | Ganador   |
| 2000 | Festival de cine de Estocolmo               | Billy Elliot | Premio de la audiencia      | Ganador   |
| 2000 | Festival Internacional de Cine de Sao Paolo | Billy Elliot | Premio del jurado           | Ganador   |
| 2000 | Festival Internacional de Cine de Noruega   | Billy Elliot | Mejor película extranjera   | Ganador   |
| 2000 | Festival Internacional de Cine de Flandes   | Billy Elliot | Mejor película              | Ganador   |
| 2001 | Premios César                               | Billy Elliot | Mejor película extranjera   | Candidato |
| 2001 | Festival de Cine independiente británico    | Billy Elliot | Mejor director              | Ganador   |
| 2002 | Premios Goya                                | Billy Elliot | Mejor película europea      | Candidato |
| 2002 | Premio Internacional de Cine de Edimburgo   | Billy Elliot | Premio de la audiencia      | Ganador   |
| 2002 | Festival de Cine Británico Dinard           | Billy Elliot | Hitchcock de Oro            | Ganador   |
| 2003 | Círculo de críticos de cine de Vancouver    | Las horas    | Mejor director              | Ganador   |
| 2003 | Premios Satélite de Oro                     | Las horas    | Mejor director              | Candidato |
| 2003 | Premios de Cine alemán                      | Las horas    | Mejor película extranjera   | Ganador   |
| 2003 | Premios David de Donatello                  | Las horas    | Mejor película extranjera   | Candidato |
| 2003 | Festival Internacional de Cine de Berlín    | Las horas    | Berliner Morgenpost         | Candidato |
| 2003 | Premios Internacional de Cine de Noruega    | Las horas    | Mejor película              | Ganador   |